# Powiat myszkowski
Powiat myszkowski – powiat w Polsce (województwo śląskie), reaktywowany w 1999 roku w ramach reformy administracyjnej. Jego siedzibą jest miasto Myszków.
Według danych z 31 grudnia 2023 roku powiat zamieszkiwało 67 817 osób.

## Podział administracyjny
W skład powiatu wchodzą:
- gminy miejskie: Myszków
- gminy miejsko-wiejskie: Koziegłowy, Żarki
- gminy wiejskie: Niegowa, Poraj
- miasta: Myszków, Koziegłowy, Żarki

## Historia
Powiat myszkowski został powołany 1 stycznia 1956 roku w województwie stalinogrodzkim, czyli 15 miesięcy po wprowadzeniu gromad w miejsce dotychczasowych gmin (29 września 1954) jako podstawowych jednostek administracyjnych PRL. Na powiat myszkowski złożyły się 3 miasta, 1 osiedle i 22 gromady, które wyłączono z powiatu zawierciańskiego w tymże województwie:
- miasta Myszków, Koziegłowy i Żarki
- osiedle Poraj (od 1 I 1956[3])
- gromady Będusz[4], Choroń, Cynków, Gniazdów, Góra Włodowska, Jastrząb, Jaworznik, Koziegłówki, Kuźnica Stara, Lgota Górna, Ludwinów, Masłońskie, Mzurów, Niegowa, Nowa Wieś Żarecka[5], Osiek, Pińczyce, Przybynów, Siedlec, Sokolniki, Tomiszowice i Zawada

20 grudnia 1956 roku przywrócono województwu stalinogrodzkiemu jego pierwotną nazwę województwo katowickie.
1 stycznia 1957 roku do powiatu myszkowskiego przyłączono gromady Markowice i Mrzygłód oraz wieś Bobolice (z gromady Zdów) z powiatu zawierciańskiego. Równocześnie z gromady Sokolniki w powiecie myszkowskim wyłączono przysiółek Gaiska, który włączono do gromady Lelów w powiecie włoszczowskim w województwie kieleckim. 1 stycznia 1958 roku do Myszkowa przyłączono kolonię Bory z gromady Góra Włodowska.
1 stycznia 1973 roku zniesiono gromady i osiedla a w ich miejsce reaktywowano gminy. Powiat myszkowski podzielono na 3 miasta i 8 gmin:
- miasto Myszków, Koziegłowy i Żarki
- gminy Koziegłowy, Koziegłówki, Mrzygłód, Niegowa, Pińczyce, Poraj, Przybynów i Żarki

9 grudnia 1973 roku z gminy Żarki wyłączono sołectwo Góra Włodowska i włączono je do gminy Włodowice w powiecie zawierciańskim.
Po reformie administracyjnej obowiązującej od 1 czerwca 1975 roku całe terytorium zniesionego powiatu myszkowskiego włączono do nowo utworzonego województwa częstochowskiego.
15 stycznia 1976 roku zniesiono cztery gminy:
- gminę Koziegłówki - połączono z gminą Koziegłowy
- gminę Mrzygłód - połączono z gminą Włodowice (oprócz sołectwa Będusz, które włączono do Myszkowa[16])
- gminę Pińczyce - połączono z gminą Koziegłowy
- gminę Przybynów - połączono z gminą Żarki

1 lipca 1981 roku do gminy Poraj włączono część obszaru wsi Wysoka Lelowska (o powierzchni 81,13 ha) z gminy Żarki. 1 grudnia 1983 roku do Myszkowa włączono sołectwa Mrzygłód, Mrzygłódka, Kręciwilk i Nierada oraz miejscowość Ręby z gminy Włodowice, a także sołectwo Potasznia z gminy Koziegłowy.
1 stycznia 1992 roku jednoimienne miasta oraz gminy wiejskie Koziegłowy i Żarki połączono we wspólne gminy miejsko-wiejskie. 27 listopada 1996 roku miasto Myszków określono jako gmina miejska.
Wraz z reformą administracyjną z 1999 roku powiat myszkowski został przywrócony w nowym województwie śląskim. W porównaniu z granicami z 1975 roku powiat myszkowski został terytorialnie tylko lekko okrojony (fragment dawnego obszaru leży na terenie gminy Włodowice w powiecie zawierciańskim), natomiast jego skład administracyjny zmienił się drastycznie (cztery dawne gminy zostały zlikwidowane a cztery inne zostały skomasowane w dwie jednostki).

## Demografia

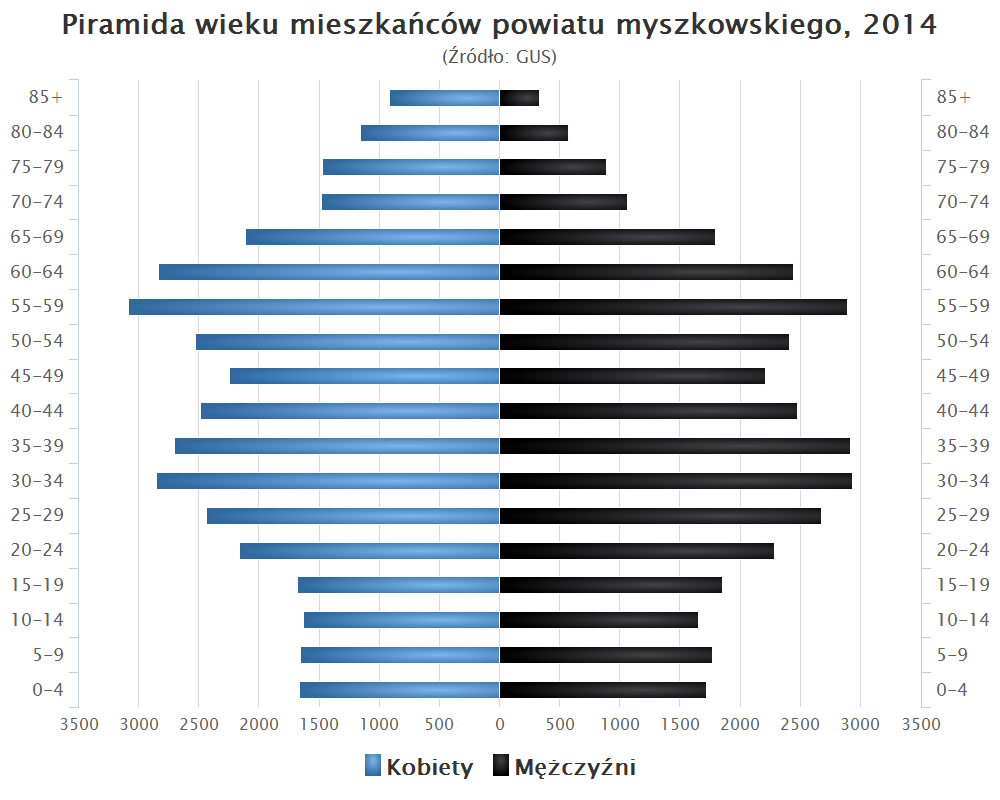
Piramida wieku mieszkańców powiatu myszkowskiego w 2014 roku

Liczba ludności (dane z 30 czerwca 2007):
|        | Ogółem | Ogółem | Kobiety | Kobiety | Mężczyźni | Mężczyźni |
| osób   | %      | osób   | %       | osób    | %         |           |
| ------ | ------ | ------ | ------- | ------- | --------- | --------- |
| Ogółem | 71 625 | 100    | 37 024  | 51,69   | 34 601    | 48,31     |
| Miasto | 39 862 | 55,65  | 20 773  | 29,00   | 19 089    | 26,65     |
| Wieś   | 31 763 | 44,35  | 16 251  | 22,69   | 15 512    | 21,66     |

▶Wieś vs ▶miasto
Ogółem (▶k, ▶m)
Miasto (▶k, ▶m)
Wieś (▶k, ▶m)

### Ludność w latach
- 1999 - 73 399
- 2000 - 73 275
- 2001 - 73 219
- 2002 - 72 358
- 2003 - 72 203
- 2004 - 72 073
- 2005 - 71 728
- 2006 - 71 628
- 2007 - 71 625
- 2011 - 71 485
- 2014 - 71 977

Według danych z 31 grudnia 2019 roku powiat zamieszkiwało 70 880 osób. Natomiast według danych z 30 czerwca 2020 roku powiat zamieszkiwało 70 709 osób.

## Rada Powiatu

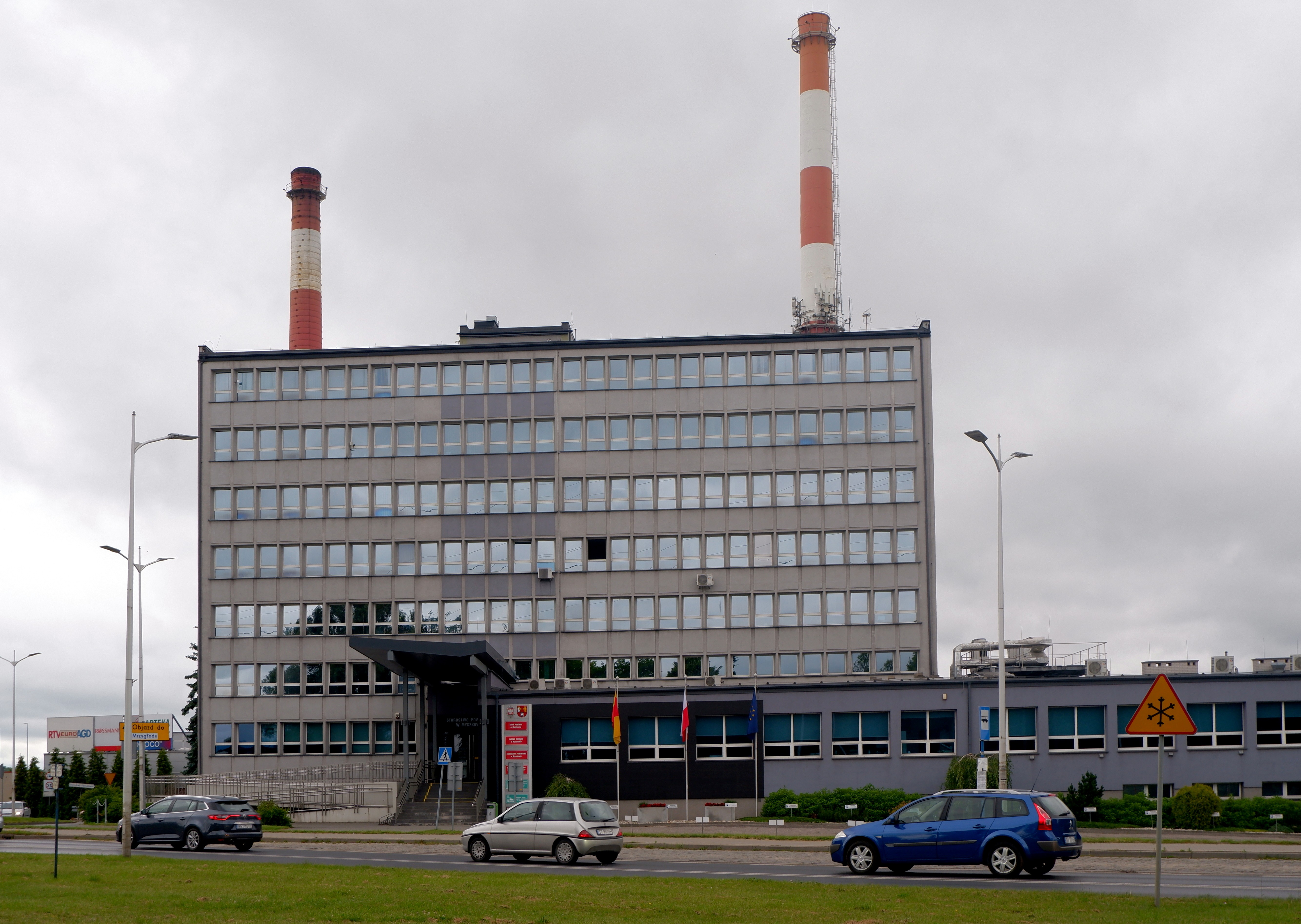
Budynek Starostwa Powiatowego w Myszkowie

| Ugrupowanie                        | 2002−2006 | 2006−2010 | 2010−2014 | 2014−2018  | 2018−2023  |
| ---------------------------------- | --------- | --------- | --------- | ---------- | ---------- |
| Sojusz Lewicy Demokratycznej       | 10        | 2 (LiD)   |           | 2 (SLD LR) |            |
| Przyszłość                         | 7         | 4         | 4         | 3          |            |
| Polskie Stronnictwo Ludowe         | 2         | 2         | 3         | 3          | 1 (10,78%) |
| Prawo i Sprawiedliwość             |           | 5         | 3         | 4          | 7 (28,45%) |
| Platforma Obywatelska              |           | 4         | 5         | 4          |            |
| Koalicja Obywatelska               |           |           |           |            | 4 (17,40%) |
| Samoobrona                         |           | 2         |           |            |            |
| Gospodarność - Porozumienie Lewicy |           |           | 3         |            |            |
| Porozumienie Samorządowe 2010      |           |           | 1         |            |            |
| Nowa Przyszłość                    |           |           |           | 3          |            |
| Przyszłość w Myszkowie             |           |           |           |            | 3 (15,56%) |
| Wspólny Powiat                     |           |           |           |            | 2 (14,45%) |
| Samorządowa Inicjatywa Lewicy      |           |           |           |            | 2 (13,35%) |

## Sąsiednie powiaty
- powiat zawierciański
- powiat będziński
- powiat tarnogórski
- powiat lubliniecki
- powiat częstochowski